# Figaro qua, Figaro là
Figaro qua, Figaro là (br Totó - Barbeiro em Sevilha) é um filme italiano de 1950, do gênero comédia, dirigido por Carlo Ludovico Bragaglia.

## Sinopse
Figaro é um barbeiro de Sevilha que é multado por abrir a loja ao domingo. Um amigo seu, o conde de Almaviva, propõe-se pagar a multa se Figaro o ajudar a casar com Rosina, a filha do governador. Como o governador não concorda com o casamento, Figaro organiza uma festa e, através de um estratagema, consegue que os dois se casem. Figaro é perseguido pelas tropas do governador e acaba preso e condenado à morte.

## Elenco
- Totò: Figaro
- Isa Barzizza: Rosina